# 味岡建設
味岡建設株式会社（あじおかけんせつ）は、熊本県球磨郡多良木町に本社を置く建設業。

## 沿革
- 1959年（昭和34年）7月1日 - 会社設立。

## 事業所
本社・支店・営業所
- 本社 : 熊本県球磨郡多良木町大字多良木144番地1
- 熊本支店 : 熊本県熊本市中央区帯山1丁目44番地36号
- 宮崎支店 : 宮崎県児湯郡西米良村大字竹原404番地
- 福岡支店 : 福岡県福岡市南区高宮1丁目17-14-401号
- 人吉支店 : 熊本県人吉市西間下町1132-1

工場
- 錦砕石工場 : 熊本県球磨郡錦町木上南698-1
- 免田生コン工場 : 熊本県球磨郡あさぎり町免田西3244-1
- 村所生コン工場 : 宮崎県児湯郡西米良村大字竹原404番地

## 関連会社
- 味岡生コンクリート株式会社
- 味岡石油株式会社
- 味岡商事株式会社
- 株式会社熊本土質コンサルタント
- 味岡コンクリート工業株式会社
- 味岡自動車株式会社
- 有限会社章レンタカー
- 有限会社多良木レンタカー
- 有限会社多良木自動車学園
- 山江砕石鉱業株式会社
- 有限会社多良木ビジネスホテル